# The Cheetah Girls (banda sonora)
The Cheetah Girls es el primer álbum de banda sonora del grupo de chicas estadounidense The Cheetah Girls de la película Original de Disney Channel del mismo nombre. Fue lanzado el 12 de agosto de 2003 por Walt Disney Records. El álbum fue producido por Antonina Armato, Ray Cham, Tim James y producido ejecutivamente por Debra Martin Chase y Whitney Houston. El álbum cuenta con apariciones de Sonic Chaos, Char, y Hope 7.
El álbum fue certificado doble Platino en Estados Unidos el 7 de junio de 2005 tras vender más de 2 millones de copias sólo en Estados Unidos. Es uno de los álbumes de Walt Disney Records más vendidos de la historia, junto con la banda sonora de High School Musical y la banda sonora de Hannah Montana. Desde 2024 el álbum se encuentra disponible en las plataformas de streaming como Spotify y Apple Music respectivamente. 

## Antecedentes y lanzamiento
Aunque ya se había grabado música para la película The Cheetah Girls, originalmente no había planes para lanzar dicha música comercialmente ya que las anteriores películas originales de Disney Channel nunca habían tenido bandas sonoras. Debra Martin Chase logró convencer a Disney para que creara nuevos contratos para las actrices de la película y lanzara la música de la película como banda sonora.
El 22 de junio de 2004 salió a la venta una edición especial titulada "The Cheetah Girls - Special Edition Soundtrack", que incluía dos remezclas totalmente nuevas de "Cinderella" y "Girl Power" con ocho pistas de karaoke. La edición especial atribuye la canción, "End of the Line", a Hope 7, mientras que el lanzamiento original atribuye la canción a Christi Mac. La razón de esto es que Christi Mac es en realidad el alias de Kristi McClave, la vocalista de Hope 7. McClave cantó esta canción y "Breakthrough" en la banda sonora original. El 25 de diciembre de 2006, la banda sonora original se puso a la venta digitalmente en la tienda iTunes del Reino Unido.

## Recepción crítica
Johnny Loftus de Allmusic reseñó el álbum afirmando: "De Disney Channel llega la adaptación al cine de la serie de libros de Deborah Gregory The Cheetah Girls. Es la continuación de las aventuras de un grupo de cantantes inteligentes y atrevidas que se abren camino en el mundo de la música pop con nada más que su ingenio y sus habilidades musicales para guiarlas. En el camino, viven un poco, rockean un poco y aprenden mucho". La crítica de Common Sense Media del álbum elogió la forma de cantar de The Cheetah Girls, pero calificó la producción de "prefabricada" y, en general, desaprobó la presentación musical.

## Rendimiento en las listas
El álbum alcanzó el número uno en las listas Billboard Kid Albums el 25 de octubre de 2003. El álbum pasó un total de sesenta y cinco semanas en la lista.  La edición especial del álbum alcanzó el número tres en las listas Billboard Kid Albums charts el 10 de julio de 2004.

## Lista de canciones
| Standard edition |                   |                     |          |  |
| N.º              | Título            | Recording Artist(s) | Duración |  |
| 1.               | «Cheetah Sisters» | The Cheetah Girls   | 3:07     |  |
| 2.               | «Cinderella»      | The Cheetah Girls   | 3:21     |  |
| 3.               | «Girl Power»      | The Cheetah Girls   | 2:48     |  |
| 4.               | «Together We Can» | The Cheetah Girls   | 1:36     |  |
| 5.               | «C'mon»           | Sonic Chaos         | 1:25     |  |
| 6.               | «Girlfriend»      | Char                | 3:30     |  |
| 7.               | «Breakthrough»    | Hope7               | 2:44     |  |
| 8.               | «End Of The Line» | Christi Mac         | 1:39     |  |
| 22:31            |                   |                     |          |  |

| Special edition |                          |                      |          |  |
| N.º             | Título                   | Recording Artist(s)  | Duración |  |
| 9.              | «Cinderella» (Dream mix) | The Cheetah Girls    | 3:34     |  |
| 10.             | «Girl Power» (Meow mix)  | The Cheetah Girls    | 2:55     |  |
| 11.             | «Cheetah Sisters»        | Instrumental karaoke | 3:22     |  |
| 12.             | «Cinderella»             | Instrumental karaoke | 3:25     |  |
| 13.             | «Girl Power»             | Instrumental karaoke | 2:52     |  |
| 14.             | «Together We Can»        | Instrumental karaoke | 1:50     |  |
| 15.             | «C'mon»                  | Instrumental karaoke | 1:42     |  |
| 16.             | «Girlfriend»             | Instrumental karaoke | 3:31     |  |
| 17.             | «Breakthrough»           | Instrumental karaoke | 3:00     |  |
| 18.             | «End of The Line»        | Instrumental karaoke | 1:52     |  |
| 50:16           |                          |                      |          |  |

## Charts

### Weekly charts
| Chart (2003–2007)                     | Peak position |
| ------------------------------------- | ------------- |
| Irlanda (IRMA)                        | 82            |
| Italia (FIMI)                         | 29            |
| Estados Unidos (Billboard 200)        | 33            |
| Estados Unidos Kid Albums (Billboard) | 1             |
| Estados Unidos (Soundtrack Albums)    | 1             |

### Year-end charts
| Chart (2003)                                    | Position |
| ----------------------------------------------- | -------- |
| Estados Unidos US Soundtrack Albums (Billboard) | 22       |
| Chart (2004)                                    | Position |
| Estados Unidos US Billboard 200                 | 58       |
| Estados Unidos US Soundtrack Albums (Billboard) | 2        |

### Ventas
| Región         | Ventas    |
| -------------- | --------- |
| Estados Unidos | 2,000,000 |
| Brasil         | 5,500     |
| Mundo          | 2,500,000 |

## Disney's Karaoke Series: The Cheetah Girls
Disney's Karaoke Series: The Cheetah Girls es un álbum karaoke con las canciones de la banda sonora de la película de Disney, The Cheetah Girls. Alcanzó el puesto #5 en el Billboard Top Kid Audio, y hasta la fecha ha vendido más de 220,000 copias en Estados Unidos.

### Lista de canciones
1. Cheetah Sisters (Instrumental)
2. Cinderella (Instrumental)
3. Girl Power (Instrumental)
4. Together We Can (Instrumental)
5. C'mon (Instrumental)
6. Girlfriend (Instrumental)
7. Breakthrough (Instrumental)
8. End of the Line (Instrumental)
9. Cheetah Sisters (Vocal Version)
10. Cinderella (Vocal Version)
11. Girl Power (Vocal Version)
12. Together We Can (Vocal Version)
13. C'mon (Vocal Version)
14. Girlfriend (Vocal Version)
15. Breakthrough (Vocal Version)
16. End of the Line (Vocal Version)

## Historial de Lanzamiento
| Región         | Fecha                   | Formatos         | Versión             | Discográfica        | Ref   |
| -------------- | ----------------------- | ---------------- | ------------------- | ------------------- | ----- |
| Estados Unidos | 12 de agosto de 2003    | CD               | Original Soundtrack | Walt Disney Records |       |
| Estados Unidos | 22 de junio de 2004     | CD               | Special Edition     | Walt Disney Records |       |
| Reino Unido    | 25 de diciembre de 2006 | Descarga digital | Original Soundtrack | Walt Disney Records | [ 7 ] |